# 葛昌纯
葛昌纯（1934年3月6日—），中国粉末冶金和先进陶瓷专家。生于上海，原籍浙江平湖。1952年毕业于北方交通大学唐山铁道学院，1983年获德国Dresden技术大学博士学位。北京科技大学材料科学与工程学院教授。2001年当选为中国科学院院士。